# Cryptobatrachus
Cryptobatrachus is een geslacht van kikkers uit de familie Hemiphractidae. De groep werd voor het eerst wetenschappelijk beschreven door Alexander Grant Ruthven in 1916.
Er zijn zes soorten, inclusief de pas in 2009 beschreven soort Cryptobatrachus remotus. Alle soorten komen voor in delen van Zuid-Amerika en leven in de landen Colombia en Venezuela.
Geslacht Cryptobatrachus
- Soort Cryptobatrachus boulengeri
- Soort Cryptobatrachus conditus
- Soort Cryptobatrachus fuhrmanni
- Soort Cryptobatrachus pedroruizi
- Soort Cryptobatrachus remotus
- Soort Cryptobatrachus ruthveni

Onderfamilie Cryptobatrachinae: Cryptobatrachus · Flectonotus

Onderfamilie Hemiphractinae: Fritziana · Gastrotheca · Hemiphractus · Stefania